# WolfQuest
WolfQuest ist ein kostenloses 3D-Computerspiel vom Minnesota Zoo und Eduweb. Es soll Kindern, Jugendlichen und Erwachsenen das Verhalten der Wölfe und anderer Tiere näherbringen. Die erste Version hieß WolfQuest: Amethyst Mountain Deluxe. Im Frühjahr 2010 wurde der zweite Teil namens WolfQuest: Slough Creek veröffentlicht.
Es lässt sich als On- und Offlineversion spielen, für die Onlineversion muss man sich aber im Forum der Seite anmelden. 
Das Spiel hat 2008 mehrere Preise als "Bestes Onlinespiel" gewonnen.

## Amethyst Mountain
Die Figur des Spiels ist ein Wolf, der im Yellowstone-Nationalpark lebt und dort nach Nahrung suchen und einen sogenannten Mate (Partner) finden muss. Der Spieler kann auf die Jagd nach Hasen und Wapitis (die im Elk Hunting Ground zu finden sind) gehen, sollte die Umgebung von Kojoten freihalten und keinen Bären zu nahe zu kommen. Er kann aber auch den anderen Wolfsrudeln einen Besuch abstatten und mit ihnen interagieren.
In der Online-Version können sich bis zu fünf Spieler als Rudel auf den Weg machen, die Umgebung zu erkunden oder gemeinsam zu jagen. Mit dem integrierten Chatfenster können sich die Spieler austauschen. Leider gibt es bei der Wortwahl große Einschränkungen, wie zum Beispiel das Wort Mate.

## Slough Creek
Auch im zweiten Teil spielt man einen Wolf. Dieser Teil kann erst nach Abschluss des ersten Teils begonnen werden, der mit Finden eines Mates endet. Erst danach kann der Spieler in die neue Umgebung, also nach Slough Creek, wechseln. 
Wie in Amethyst Mountain gibt es auch in Slough Creek einige Hunting Grounds für Wapitis und auch Reviere der anderen Wolfsrudeln. In Slough Creek soll der Spieler ein Rudel gründen, was bedeutet, dass er sich eine der vier Dens (Höhlen oder Unterschlüpfe) aussuchen muss, und sein neugewonnenes Revier markieren und vor Angreifern wie Kojoten oder anderen Wölfen verteidigen muss. 
Schon bald darauf folgt die wohl größte Herausforderung in Slough Creek, vier kleine Welpen kommen zur Welt und der Spieler muss sie füttern, zurück in die Höhle tragen und vor gelegentlich vorbeilaufenden Bären und Kojoten beschützen.
Ab der Version 2.5 kann sich die Jahreszeit und das Wetter verändern. 
Hier gibt es wieder eine Online-Version, in der der Spieler mit anderen Spielern durch Slough Creek ziehen kann. Allerdings gibt es in dieser Version keine Welpen.
Im November 2015 erschien eine Fortsetzung mit dem Titel Wolfquest 2.7.